# Tolypanthus maclurei
Tolypanthus maclurei là một loài thực vật có hoa trong họ Loranthaceae. Loài này được (Merr.) Danser miêu tả khoa học đầu tiên năm 1928.